# 34130 Isabellaivy
34130 Isabellaivy este o planetă minoră (asteroid), cu un diametru de 2,459 km, din centura de asteroizi. A fost descoperită pe 24 august 2000 la Experimental Test Site⁠(d) de Lincoln Near-Earth Asteroid Research. 
Obiectul prezintă o orbită caracterizată de o semiaxă mare de 2,3234286 UAi, o excentricitate de 0,11, o înclinație de 6,17158 ° în raport cu ecliptica.